# Yalmutz
Yalmutz är en ort i Mexiko.   Den ligger i kommunen La Independencia och delstaten Chiapas, i den sydöstra delen av landet, 900 km öster om huvudstaden Mexico City. Yalmutz ligger 1 506 meter över havet och antalet invånare är 222.
Terrängen runt Yalmutz är kuperad österut, men västerut är den platt. Runt Yalmutz är det ganska glesbefolkat, med 43 invånare per kvadratkilometer. Närmaste större samhälle är Santa Rita el Vergel, 12,5 km norr om Yalmutz. I omgivningarna runt Yalmutz växer huvudsakligen savannskog.